# Flughafen Kassel-Calden
Kassel-Calden flygplats (IATA: KSF, ICAO: EDVK) (tyska: Flughafen Kassel-Calden) är en flygplats utanför staden Kassel.
Flygplatsen ligger 13,5 kilometer norrväst om Kassels stadscentrum.
Flygplatsen ägs och sköts av Flughafen GmbH Kassel.
Flygplatsen invigdes 1970. 
Idag har flygplatsen en startbana.

## Galleri

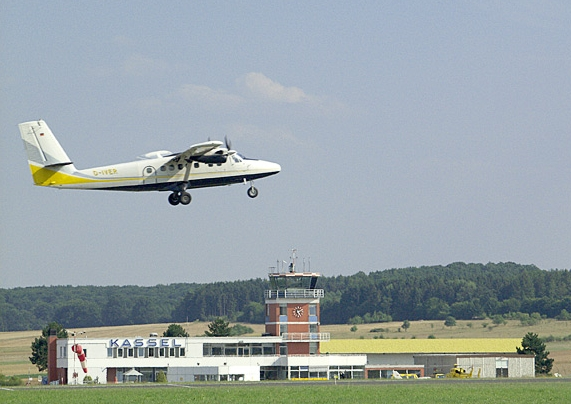
"Verkehrslandeplatz Kassel-Calden" (1970—2013)
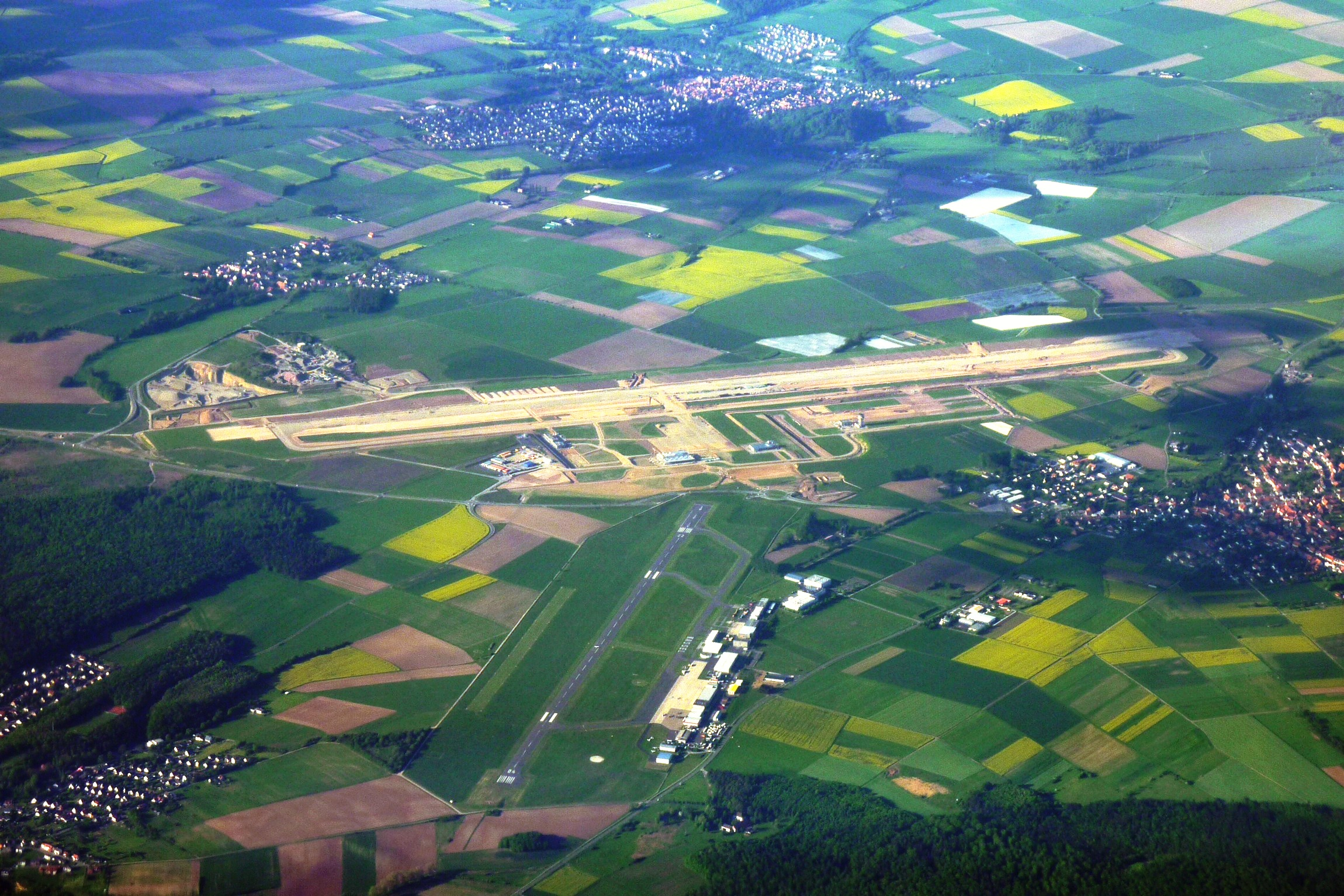
"Flughafen Kassel-Calden" (2012)
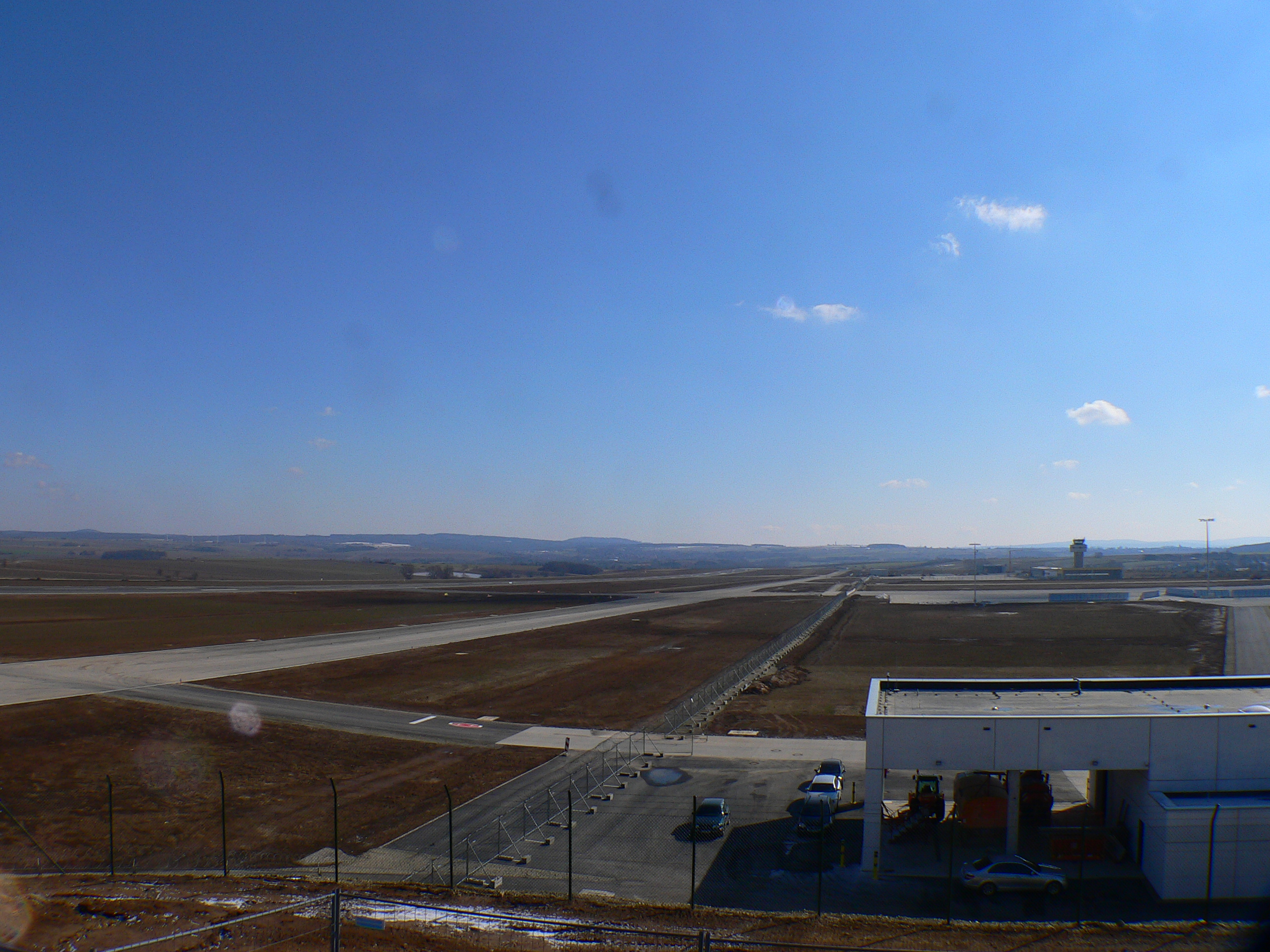
Startbana (2013)
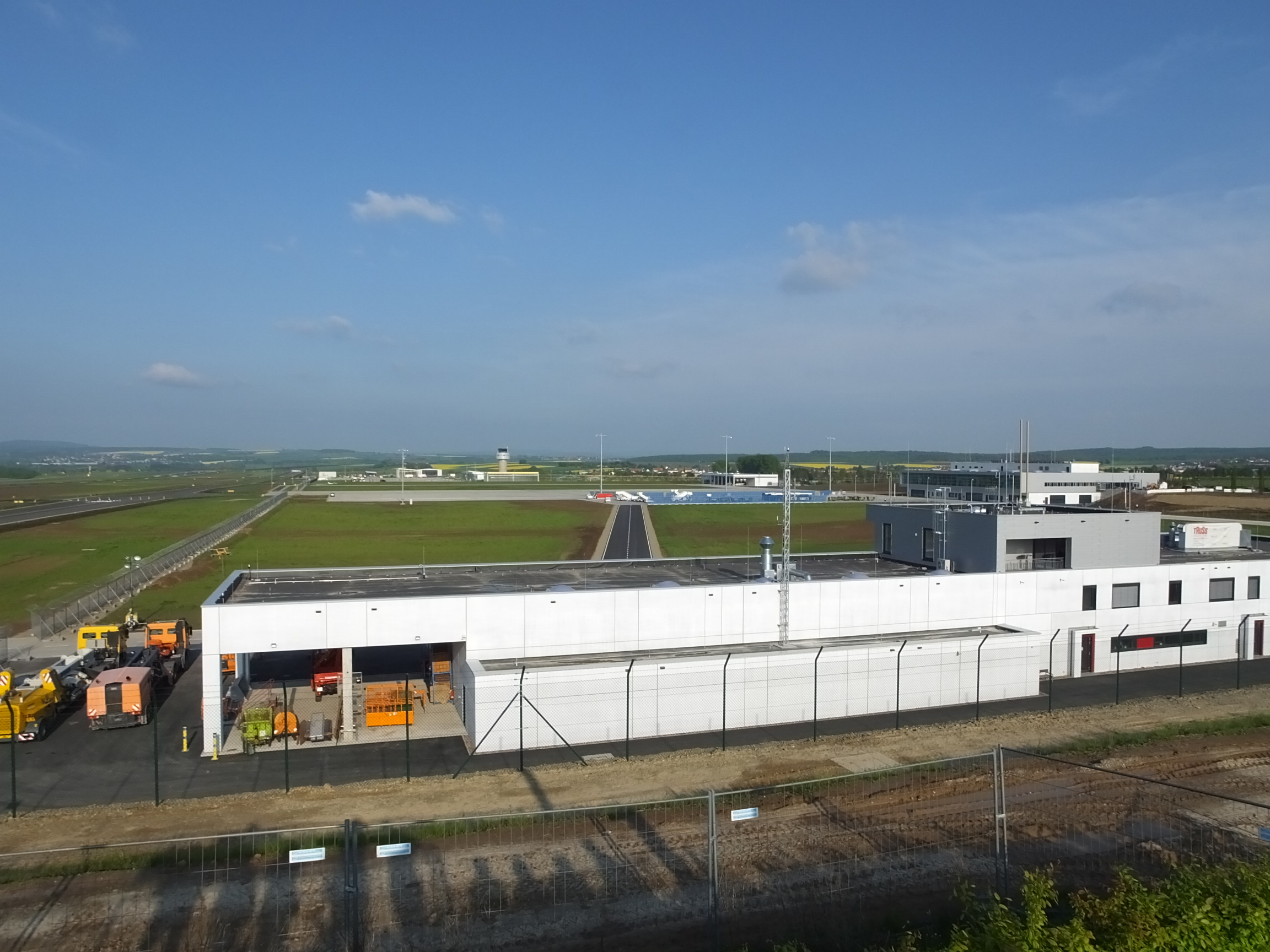
"Flughafen Kassel-Calden" (2013)
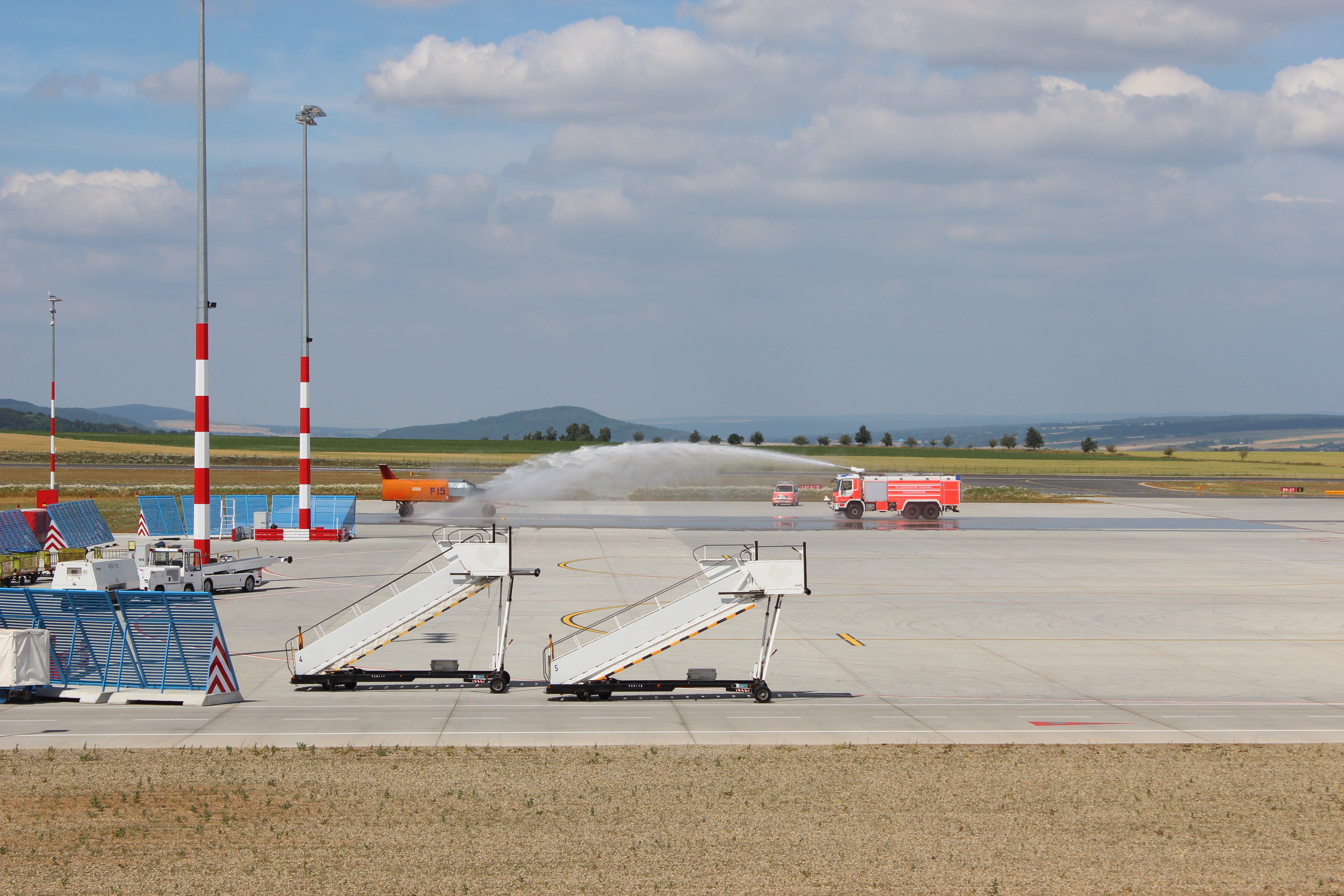
"Flughafenfeuerwehr" test (2013)
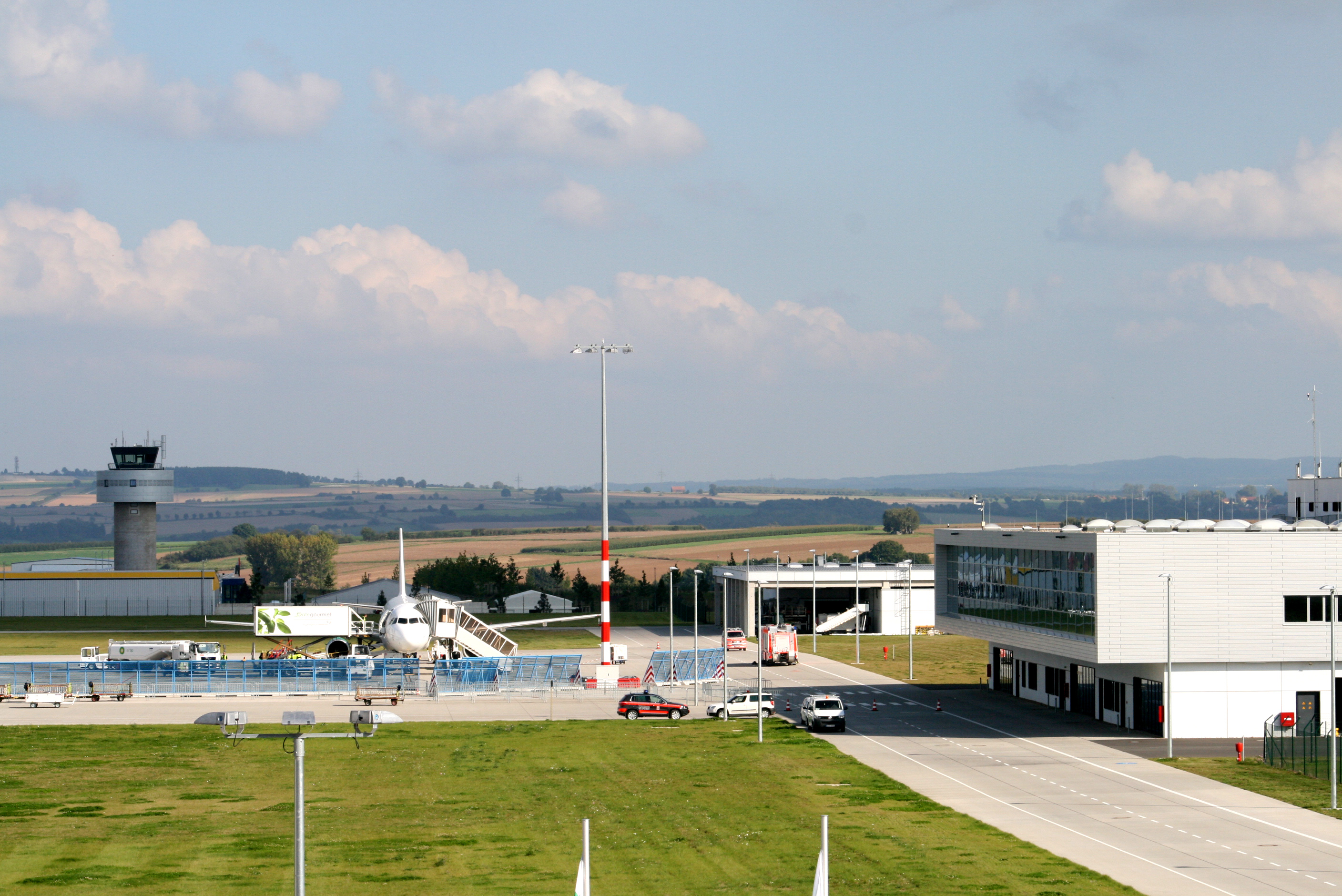
Airbus A321 "Germania" (2014)